# Epicauta tenuicornis
Epicauta tenuicornis är en skalbaggsart som först beskrevs av Champion 1892.  Epicauta tenuicornis ingår i släktet Epicauta och familjen oljebaggar. Inga underarter finns listade i Catalogue of Life.